# Unreal (Computerspiel, 1990)
Unreal ist ein Computerspiel, das von Ordilogic Systems für den Amiga entwickelt und von Ubi Soft vertrieben wurde. 1991 wurde es auf den Atari ST portiert.

## Handlung
Auf dem Planeten Unreal lebt Artaban zusammen mit Isolde. Sie pflegen gute Beziehungen zu dem dortig lebenden Drachen. Eines Tages wird Isolde entführt und Targan macht sich auf, sie zu retten.

## Rezeption
Amiga Joker vergab den Amiga-Hit Preis und bezeichnete es als Denkmal der französischen Programmierkunst. Das Spiel sei aufregend, fesselnd und technisch brillant. Die Passagen in 3D seien eintönig gestaltet, während die zweidimensionalen deutlich abwechslungsreicher gestaltet sein. Aufgrund des hohen Verkaufspreises sei die Preis-Leistung im Aktuellen Software Markt niedriger bewertet. Power Play verwies ebenfalls auf die hervorragende Aufmachung, jedoch sei es spielerisch schwach. Dem ähnlichen Shadow of the Beast sei es hingegen klar überlegen.